# Ферфилд Бич (Охајо)
Ферфилд Бич (енгл. Fairfield Beach) насељено је место без административног статуса у америчкој савезној држави Охајо.

## Демографија
По попису из 2010. године број становника је 1.292, што је 129 (11,1%) становника више него 2000. године.
| Група             | 2000.         | 2010.         |
| Белци             | 1.134 (97,5%) | 1.245 (96,4%) |
| Афроамериканци    | 2 (0,2%)      | 5 (0,4%)      |
| Азијати           | 0 (0,0%)      | 0 (0,0%)      |
| Хиспаноамериканци | 3 (0,3%)      | 14 (1,1%)     |
| Укупно            | 1.163         | 1.292         |